# Kiowa (Colorado)
Kiowa és una població dels Estats Units, seu del comtat d'Elbert, a l'estat de Colorado. Segons el cens del 2000 tenia 581 habitants.

## Demografia
Segons el cens del 2000, Kiowa tenia 581 habitants, 227 habitatges, i 152 famílies. La densitat de població era de 457,8 habitants per km².
Dels 227 habitatges en un 41,4% hi vivien nens de menys de 18 anys, en un 52,4% hi vivien parelles casades, en un 11% dones solteres, i en un 33% no eren unitats familiars. En el 24,2% dels habitatges hi vivien persones soles el 9,3% de les quals corresponia a persones de 65 anys o més que vivien soles. El nombre mitjà de persones vivint en cada habitatge era de 2,52 i el nombre mitjà de persones que vivien en cada família era de 3,1.
Per edats la població es repartia de la següent manera: un 30,5% tenia menys de 18 anys, un 9% entre 18 i 24, un 36,3% entre 25 i 44, un 17% de 45 a 60 i un 7,2% 65 anys o més.
L'edat mediana era de 32 anys. Per cada 100 dones de 18 o més anys hi havia 100 homes.
La renda mediana per habitatge era de 40.809 $ i la renda mediana per família de 42.353 $. Els homes tenien una renda mediana de 34.875 $ mentre que les dones 26.071 $. La renda per capita de la població era de 17.885 $. Entorn del 7% de les famílies i el 6,8% de la població estaven per davall del llindar de pobresa.

## Poblacions més properes
El següent diagrama mostra les poblacions més properes.